# Team Ukraine racing with Ferrari
Team Ukraine racing with Ferrari – украинская гоночная команда, выступающая в кольцевых гоночных сериях. 

## История
Команда Team Ukraine racing with Ferrari была создана в 2012 году при поддержке Автомобильной Федерации Украины с целью развития и популяризации национального автоспорта.

В сезоне-2012 команда принимает участие в двух сериях кольцевых автогонок: Ferrari Challenge Europe Trofeo Pirelli и Coppa Shell (англ.) , а также в GT Cup Italia (англ.).

В 2013 году Team Ukraine принимала участие в сериях: Blancpain Endurance Series (англ.), GT Sprint International Series, International GT Open (англ.) и Ferrari Challenge Europe (англ.).

Team Ukraine racing with Ferrari становится первой украинской командой, которая вышла на старт знаменитого суточного марафона «24 часа Спа».

При поддержке Автомобильной Федерации Украины Team Ukraine racing with Ferrari открывает проект «Стань пилотом Team Ukraine Racing with Ferrari», который дает уникальный шанс для талантливых  украинских пилотов сделать успешную профессиональную карьеру. Проект проходил в несколько этапов. По результатам первого этапа из числа перспективных украинских пилотов экспертная комиссия FAU отобрала четырех кандидатов, которые на протяжении последних лет стабильно показывали хорошие результаты в украинских гоночных первенствах и на европейских аренах. В итоге после тестов на итальянской трассе в команду был отобран пилот из Днепродзержинска Сергей Чуканов. Сергей быстро адаптировался в команде и сумел добиться успеха в Ferrari Challenge Europe, победив в зачете профессиональных пилотов Trofeo Pirelli. 

В октябре 2013 года Team Ukraine завоевывает первый европейский чемпионский титул в GT Sprint International Series. В ноябре команда завоевывает два «золота» и «бронзу» в Ferrari Challenge Europe (англ.).

## Руководство команды
Почетный Президент Team Ukraine racing with Ferrari – Виктор Викторович Янукович.

Основатель и пилот Team Ukraine racing with Ferrari – Руслан Петрович Цыплаков.

Спортивный директор Team Ukraine racing with Ferrari – Андреа Квадранти.